# 陽子線
陽子線（ようしせん、Proton beam）とは、放射線、狭義には荷電粒子線の一種であり、水素の原子核である陽子（プロトン、Proton）が数多く加速されて束になって流れている状態をいう。陽子線は線形加速器、サイクロトロン、シンクロトロンなど様々な加速器で加速することが可能であり、目的とする陽子の出射エネルギーによって使用する加速器を使い分ける。
陽子線の特徴は、物質に入射すると、陽子線のエネルギーに依存した特定の深さ（飛程）まで物質中を進み、飛程付近では物質に対するエネルギー付与が入射面に対して相対的に大きくなる深部線量分布を形成することである。この特徴的な深部線量分布をブラッグカーブと呼ぶが、陽子が停止する直前にエネルギー付与が最大となり、これをブラッグピークと呼ぶ。こうした性質を持つことから、陽子線による放射線治療では線量局在性の高い治療が可能となる。
- 高エネルギー（数GeV）の陽子線は、素粒子物理学の実験、または中性子の発生源として物性研究などに使用される。
- 中エネルギー（250MeV程度まで）の陽子線は、がん治療などに使用される。
  - これはブラッグカーブのピークと腫瘍の位置を一致させて、選択的に腫瘍に放射線を与え、かつ危険臓器（正常細胞）の障害を抑える治療法である。腫瘍選択性が高い治療として強度変調放射線治療(intensity-modulated radiation therapy)が知られているが、正常組織の低線量被曝が避けられない。従来の小児腫瘍の放射線治療では有害事象として晩期に被曝部の成長障害などが起こることから、そのリスクを低減できる陽子線治療は小児腫瘍に好適であると考えられており、2016年診療報酬改訂で小児腫瘍への陽子線治療が公的医療保険の対象となった[1]。
- 低エネルギー（数MeV）の陽子線は、β+崩壊の放射性核種の生成などに使用される。
  - 原子炉で生成される放射性物質の多くがガンマ線放出核であるのに対して、陽子線ではβ+線放出核を生成することが可能である。